# Myrcia aegiphylloides
Myrcia aegiphylloides är en myrtenväxtart som beskrevs av Joáo Rodrigues de Mattos. Myrcia aegiphylloides ingår i släktet Myrcia och familjen myrtenväxter. Inga underarter finns listade i Catalogue of Life.